# Andria Zafirakou
Andria Zafirakou (Londres, 1979) es una profesora británica.
Su madre es griega y su padre chipriota, se licenció como profesora en arte y textil. Contrajo matrimonio y es madre de dos hijos. Subdirectora del Colegio Comunitario Alperton en Londres, donde gracias a su trabajo, los resultados de la escuela crecieron exponencialmente al punto de convertirse en uno de las mejores escuelas británicas.
Ganadora del Premio Global a la Enseñanza en 2018.